# Heptathela amamiensis
Heptathela amamiensis är en spindelart som beskrevs av Haupt 1983. Heptathela amamiensis ingår i släktet Heptathela och familjen ledspindlar. Inga underarter finns listade i Catalogue of Life.